# Diego Ifrán
Diego Ifrán Sala (Cerro Chato, 8 giugno 1987) è un ex calciatore uruguaiano, di ruolo attaccante.